# Aeroporto Internazionale di Esfahan
L'aeroporto Internazionale di Esfahan (IATA: IFN, ICAO: OIFM) (in persiano فرودگاه اصفهان‎    – Farūdegāh-e Eşfahān) è un aeroporto internazionale che serve la città di Esfahan, in Iran.

## Descrizione
L'aeroporto è stato intitolato in onore di Shahid Beheshti. A fini amministrativi e di censimento, è considerato un villaggio nel distretto rurale di Qahab-e Shomali, nel distretto centrale dello shahrestān di Esfahan, nella provincia di Esfahan, in Iran. L'aeroporto ha due terminal, uno per i voli nazionali e uno per quelli internazionali.
Adiacente all'aeroporto si trova la base aerea di Khatami, costruita negli anni settanta appositamente per dislocare i reparti dell'allora Niru-ye Havayi-ye Shahanshahiy-e Iran, l'aeronautica militare dell'Iran retto dallo scià Mohammad Reza Pahlavi, equipaggiati con gli statunitensi Grumman F-14 Tomcat.

## Incidenti
- Il 15 febbraio 1965, il Vickers Viscount marche EP-AHC della compagnia aerea Iranian Airlines fu danneggiato al di là dei vantaggi economici per le riparazioni quando il carrello d'atterraggio collassò a causa di un atterraggio duro.[1]
- Il 18 novembre 2009, il Fokker F100 marche EP-CFO dell'Iran Air ha subito un malfunzionamento del carrello al decollo. L'aereo era su un volo per l'aeroporto Internazionale di Teheran-Mehrabad, quando il carrello non è rientrato. L'aereo è atterrato a Esfahan ma è rimasto sostanzialmente danneggiato dal collasso dell'elemento principale sinistro del carrello.[2]
- Il 15 gennaio 2010, il Fokker F100 marche EP-IDA dell'Iran Air, che operava il volo 223, è rimasto sostanzialmente danneggiato quando la gamba di forza anteriore del carrello è collassata dopo l'atterraggio.[3]
- Il 24 gennaio 2010, il Tupolev Tu-154M del volo Taban Air 6437, partito il giorno prima dall'aeroporto Internazionale di Abadan con destinazione l'aeroporto Internazionale di Mashhad, durante la notte ha dovuto effettuare uno scalo tecnico a Esfahan causa le condizioni meteorologiche presenti sullo scalo di arrivo. Dopo la ripresa del volo, nonostante le pessime condizioni meteo, a causa di un'emergenza medica ha dovuto atterrare nuovamente a Esfahan, impattando violentemente con la pista; tutti i 157 passeggeri e i 13 membri dell'equipaggio sopravvissero all'incidente, 42 di essi subirono lievi ferite.[4][5][6]